# Nomads
Nomads er en dansk filmskolefilm fra 2021 instrueret af Anna Rueskov Schleicher.

## Handling
I et goldt landskab, hvor mennesket lader til at være i strid med elementerne, forlader en syg kvinde gruppen med sit pakdyr.